# Mirosława
Mirosława – staropolskie imię żeńskie, złożone z członów Miro- (pokój, spokój, dobro) oraz -sława (sława). Mogło oznaczać ta, która sławi pokój. W źródłach polskich poświadczone od 1222 roku. Anagram tego imienia też jest żeńskim imieniem – Sławomira.
Forma męska: Mirosław.
Mirosława imieniny obchodzi 2 lutego, 26 lutego i 26 lipca.
- Podobne imiona staropolskie zawierające człon "-mir": Dobromira, Lubomira, Niedomira, Sławomira, Świętomira i Włodzimira.